# ويليام أوسلر
كان السير وليام أوسلر (بالإنجليزية: Sir William Osler) (مواليد 12 يوليو 1849 - 29 ديسمبر 1919) طبيب كندي. ويعتبر واحداً من أعظم رموز الطب في العصر الحديث ووُصف بأنه أب الطب الحديث. وكان أوسلر - بجانب كونه طبيب - إخصائي علم أمراض ومعلم ومُشخص أمراض ومثقف ومؤرخ وكاتب ومحاور ومنظم.وقد عمل لفترات متقطعة في تدريس الطب في مختلف الجامعات منها جامعة ماك غيل وترنتو وبنسلفينيا وكأستاذ بأكسفورد باللأضافة أنه أول من أدخل استعمال المجاهر ومعامل التشريح في الجامعات الكندية التي كانت في السابق لاتعتبره مهما بل كانت بالنسبة أساسا لدراسة الطب والتكثيف منها وقد ألف كتابا كان مهما لمدة أربعين سنة من تأليفه وهو بعنوان أساسيات في الطب.

## حياته

### العائلة
كان الجد الأكبر لويليام أوسلر «إدوارد» بحاراً تجارياً، ووصفه بعضهم بالقرصان، أحد أعمام ويليام هو إدوارد أوسلر 1798 – 1863 كان ضابطاً طبياً في البحرية الملكيَّة البريطانية، وكتب عدداً من القصائد وسيرةً ذاتيةً لللورد إكسماوث.
أمَّا والد ويليام أوسلر، فيذرستون ليك أوسلر 1805 – 1895، فكان ابن مالك سفينة من فالماوث كورنوال، وخدم كملازم في البحرية الملكية البريطانية وتمَّت دعوته عام 1831 للعمل كمسؤول علمي في رحلة البيغل الشهيرة التي قام بها تشارلز داروين إلى جزر غالاباغوس، لكنَّه رفضها لأنَّ والده كان على فراش الموت، وبدلاً من ذلك أعلن فيذرستون أوسلر أنَّه يريد أن يعمل في خدمة الكنيسة الإنكليزيَّة.
في إحدى رحلاته البحرية تعرَّضت سفينة فيذرستون لعاصفة كادت تدمِّرها، بعدها تقاعد في عام 1837 من البحرية وهاجر إلى كندا وهناك تزوج من إيلين بيكتون ورزقوا بعدد من الأولاد، منهم ويليام، وبريتون، وإدموند.

### النشأة
ولد وليام أوسلر في بوند هيد غرب كندا (أونتاريو الآن) في 12 يوليو 1849، وأرادت والدته المُتديِّنة أن يُكرِّس حياته لخدمة الرب كما كان والده، وبالفعل أعلن ويليام عام 1867 أنَّه سيتبع خطى والده ويعمل في خدمة الكنيسة الإنكليزيَّة، ولتحقيق ذلك التحق بجامعة ترينيتي في خريف 1867.
في ذلك الوقت تحديداً بدأ اهتمام أوسلر بالعلوم الطبية يتزايد بشكل كبير، وتاثَّر بجيمس بوفيل وويليام جونسون وعدد من الأساتذة الآخرين، كلُّ ذلك ترك بصمة كبيرة على حياة أوسلر وأدى لتغيير جذري في مسيرته المهنية، وفي عام 1868 التحق بمدرسة تورنتو الخاصة للطب ، وغادرها لاحقاً ليلتحق بكلية الطب بجامعة ماكغيل في مونتريال وحصل منها على شهادة الطب عام 1872.

### المهنة
بعد تخرُّجه تدرَّب أوسلر لعدة سنوات في أوروبا تحت إشراف الطبيب والعالم الشهير رودولف فيرشو، وعاد بعدها ليكون أستاذاً في كلية الطب في جامعة ماكغيل عام 1874، وفي ذلك الوقت أبدى اهتماماً بعلم الأمراض المقارن وأسَّس أول نادٍ رسمي للمجلات الطبيَّة، وفي عام 1884 تمَّ تعيينه رئيساً للطب السريري في جامعة بنسلفانيا في فيلادلفيا، وفي عام 1885 كان أحد الأعضاء السبعة الذين أسَّسوا رابطة الأطباء الأمريكيين وهي منظمة كان هدفها الرئيسي النهوض بالطب في أمريكا.
في عام 1889 وافق أوسلر على تقلُّد منصب رئيس الأطباء في مستشفى جونز هوبكنز الجديدة في بالتيمور، ولعب دوراً أساسيَّاً في إنشاء كلية الطب في جامعة جونز هوبكنز وأصبح أحد الأساتذة الأوائل فيها، وفي هذه المستشفى سطع نجم أوسلر وبرز كطبيب إنساني ومُعلِّم ناجح، وعندما غادرها بعد ستة عشر عاماً إلى أكسفورد كان قد عالج 4200 مريض [15]، في عام 1905 تم تعيين أوسلر في كرسي ريجيس للطب في جامعة أكسفورد، واحتفظ بهذا الكرسي حتى وفاته.
أكبر مجموعة من خطابات أوسلر وأوراقه العلمية موجودة في مكتبة أوسلر الوطنية التابعة لجامعة ماكغيل في مونتريال.

## تقديره وأهميَّته
إنَّ أكبر وأهم تأثير لأوسلر في تاريخ الطب هو سعيه الدائم وإصراره على أن يكون تعليم طلاب الطب في المشافي وليس في قاعات المحاضرات، وإنشائه لفكرة الإقامة الطبية، وتعني تلقِّي الأطباء حديثي التخرُّج من الجامعة فترة تدريب سريري في اختصاص طبِّي معيَّن تحت إشراف مجموعة من الأساتذة، انتشرت فكرة الإقامة بسرعة عبر العالم الناطق بالإنكليزية وأصبحت اليوم موجودة في كل المستشفيات التعليميَّة تقريباً، يُشكِّل الأطباء المقيمون أغلب الطاقم الطبي في المستشفيات حالياً، ويخضعون لنظام تدريب هرمي يرأسه الطبيب المقيم الأول، وكانت مدة الإقامة التي اقترحها أوسلر طويلة ومفتوحة أحياناً وربما تصل لسبع أو ثماني سنوات، وكانت الحياة التي يعيشها الأطباء في هذه الفترة مقيدة وأشبه بحياة الرهبان.
كتب أوسلر في أحد كتبه: إنَّ من يدرس الطب بدون كتب يشبه الذي يبحر في بحر مجهول، ولكنَّ الذي يدرس الطب بدون مرضى لا يذهب إلى البحر إطلاقاً، ومن أشهر أقواله: الاستماع إلى مريضك يخبرك ما هو التشخيص.
كان أسلوب أوسلر التعليمي متميِّزاً جداً، وأوصى بأن يكون عمل طلاب الطب في السنة الثالثة والرابعة في غرف المرضى، وقام بنفسه بجولات تعليميَّة مع الطلاب، وتميَّز بأسلوب أكاديمي دقيق في مقاربة المرضى كما قال أحد طلابه: إنَّ طريقته في الفحص السريري دقيقة ومذهلة بشكل لا يُضاهى، وأصرَّ أوسلر منذ وصوله إلى مستشفى جونز هوبكنز على حضور الطلاب إلى المستشفى في وقتٍ مبكر من تدريبهم، وبحلول عامهم الثالث يجب أن يكونوا قادرين على القيام بالفحص السريري وإجراء كافة الفحوص المخبرية.
قلَّل أوسلر من دور المحاضرات النظريَّة في المجال الطبي، وقال ذات مرة إنَّه يأمل أن يكتب على قبره هنا يرقد الذي أحضر طلاب الطب من قاعات المحاضرات إلى غرف المرضى، وقال أيضاً إنَّ ما علَّمته للطلاب في غرف المرضى هو أهمُّ عمل قمت به في حياتي، لقد قام ويليام أوسلر بإحداث تغيير جوهري في التعليم الطبي في أمريكا الشمالية وساعده في ذلك عدد من كبار الأطباء وانتشر هذا التأثير في كليات الطب في جميع أنحاء العالم.
بالإضافة لكلِّ ما سبق كان أوسلر مؤلِّفاً غزير الإنتاج، وترك مجموعة كبيرة من الكتب في العلوم الطبية وتاريخ الطب وعدد من المجالات الأخرى، وأهدى كتبه إلى كلية الطب بجامعة ماكغيل والتي أصبحت لاحقاً مكتبة أوسلر لتاريخ الطب وافتتحت عام 1929 ، لقد كان أوسلر داعماً قوياً للمكتبات، واشترك في لجان المكتبات في كل الجامعات التي درَّس فيها، ولعب دوراً أساسياً في تأسيس جمعية المكتبات الطبية في أمريكا الشمالية وشغل منصب رئيس الجمعية الثاني من عام 1901 - 1904، وفي بريطانيا كان أول رئيس لجمعية المكتبات الطبية في بريطانيا العظمى وأيرلندا ، ورئيس جمعية البيلوغرافيا في لندن.
اشتهر أوسلر بكتاباته وكلماته الواضحة والسهلة وأسلوبه الدقيق، وسرعان ما أصبح كتابه الشهير «مبادئ وممارسات الطب» أحد الكتب الأساسية لطلاب الطب والأطباء على حدٍّ سواء، واستمرَّ نشر طبعات جديدة من هذا الكتاب حتى عام 2001 وترجم إلى العديد من لغات العالم.
على الرغم من شهرة كتابه هذا وتأثيره الكبير لسنوات طويلة فقد اعتبر أوسلر أنَّ ابن سينا «هو مؤلف الكتاب الطبي الأكثر شهرة على مرِّ العصور»، وأنَّ كتاب القانون في الطب لابن سينا «بقي المرجع الأول في الطب في العالم لفترة أطول بكثير من أي كتاب آخر»، بالإضافة للكتب فقد قدَّمت مقالات أوسلر إلهاماً كبيراً وأدلة علمية للأطباء وأشهرها مقالة Aequanimitas التي توصي الأطباء بالاتزان والرصانة المهنيَّة.

## مستشفى جونز هوبكنز
تبرَّع رجل الأعمال الأمريكي جون هوبكنز عند وفاته عام 1873 بكامل ثروته التي تُقدَّر بسبعة ملايين دولار وقتها، أي ما يعادل 134 مليون دولار عام 2016 لإنشاء جامعة ومستشفى تعليمي في بالتيمور يحمل اسمه، وقال هوبكنز في وصيته الأخيرة أنَّه يتمنى أن يتحقق التكامل بين الخدمات الصحيَّة التي تقدِّمها المستشفى والخدمات التعليمية التي تقدمها الجامعة، وبذلك وضع الأساس لقيام الثورة الطبية الحديثة في الولايات المتحدة الأمريكية.
وسيراً على تعليمات هوبكنز حصل مجلس الأمناء على خدمات أربعة من الأطباء المتميِّزين عُرفوا باسم «الأربعة الكبار» ليكونوا بمثابة الأطباء المؤسِّسين للمستشفى عند افتتاحه في 7 مايو 1889، وهم: ويليام أوسلر، ويليام هنري ويلش، ويليام ستيوارت هالستيد، هوارد آتوود كيلي.
يعتبر البعض ويليام أوسلر الأبَ الروحي للطب الحديث، وكان رئيساً لقسم الطب في جامعة جون هوبكنز، وإليه يرجع الفضل في قيادة هذا المستشفى في سنواته الأولى وفي تشجيع الأطباء وطلاب الطب على التدريب السريري، وقضى أوسلر 16 عاماً كأستاذ للطب في جامعة جونز هوبكنز قبل أن يغادرها لجامعة أكسفورد، لاحقاً أصبحت هذه المستشفى بفضل المنهج المتميِّز الذي وضعه أوسلر وزملائه أفضل مستشفى في الولايات المتحدة والعالم لسنوات طويلة وقادت النهضة الطبية الحديثة في أمريكا.

## جدل حول بعض أفكاره
في عام 1905 غادر أوسلر جامعة جونز هوبكنز ليصبح أستاذاً للطب في جامعة أكسفورد، وألقى هناك خطاباً شهيراً عن طب الشيخوخة دعا فيه بأسلوب فكاهي إلى تطبيق القتل الرحيم للمسنين فوق عمر الستين باستخدام الكلوروفورم، زاعماً أنَّ الإنتاج الفعَّال والحيوي والمؤثِّر للإنسان يكون بين عمر 25 - 40 وبعدها سيشهد تراجعاً في مختلف المجالات حتى وفاته، أثار هذا الخطاب جدلاً واسعاً، وغطَّت الصحافة الشعبية هذا الحدث وعنونت بعضها «أوسلر يوصي بالكلوروفورم عند الستين».
ولاحقاً أصبح مفهوم القتل الرحيم الإجباري للبشر عند عمر معيَّن «60 سنة غالباً» موضوعاً متكرِّراً في أدب الخيال العلمي في القرن العشرين، على سبيل المثال وصف الكاتب الشهير إسحق عظيموف ذات الرئة في إحدى رواياته بأنَّها صديق الرجل العجوز لأنَّها تسمح للمسنين بموت سريع غير مؤلم نسبيَّاً، ومن قبيل المصادفة توفي أوسلر نفسه بذات الرئة.

## عائلته وحياته الشخصيَّة
توفي أوسلر في 29 ديسمبر عام 1919 في أوكسفورد عن عمرٍ يناهز السبعين، خلال وباء الإنفلونزا الإسبانية بسبب مضاعفات توسع القصبات الناتجة عن الإنفلونزا [29]، عاشت زوجته غريس لتسع سنوات أخرى وتوفيت في النهاية بعد سلسلة من السكتات الدماغية، كان لويليام وغريس ابنان توفي أحدهما بعد الولادة مباشرةً وتوفي الآخر نتيجة جروح قاتلة أصيب بها خلال الحرب العالمية الأولى في معركة يبرس الثالثة عام 1917 عندما كان ضابطاً في مدفعيَّة الميدان الملكيَّة البريطانيَّة [30]، الآن يرقد جثمان ويليام أوسلر في مكتبة أوسلر في جامعة ماكغيل.
ولدت السيدة أوسلر «غريس ريفير» في بوسطن عام 1854، تزوجت في عام 1976 من صمويل جورج رئيس قسم الجراحة في كلية جيفرسون الطبية في فيلادلفيا، وبعد وفاته تزوجت ويليام أوسلر الذي كان وقتها أستاذاً للطب في جامعة جونز هوبكنز.
كان أوسلر أحد المؤسِّسين للجمعية الأمريكية للأنثروبومترية، وهي مجموعة من العلماء والأكاديميين الذين تعهَّدوا بالتبرع بأدمغتهم للبحث العلمي، وتمَّ نقل دماغ أوسلر إلى معهد ويستار في فيلادلفيا للانضمام للمجموعة، وفي عام 1987 تمَّ نقله إلى متحف موتر حيث تمَّ عرضه خلال الاجتماع السنوي لجمعية أوسلر الأمريكية.
كتب هارفي كوشينغ في عام 1925 سيرة حياة ويليام أوسلر، وحصل على جائزة بوليتزر عن عمله هذا عام 1926، ونشرت سيرة ذاتية لاحقة من مايكل بليس في عام 1999.
كان أوسلر طوال حياته من المعجبين من أشد المعجبين بالفيلسوف توماس براون من القرن السابع عشر.
كتب أوسلر العديد من المقالات تحت أسماء مستعارة وتمكَّن من خداع حتى محرري صحيفة فيلادلفيا الطبية، كانت هذه المقالات تتحدث عن مواضيع طبية حساسة لها علاقة بالعادات الجنسية أو بالدين أو تقاليد المجتمع أو رد من أوسلر على مقالات بعض زملائه، استخدم أوسلر اسماً مستعاراً هو جيرتون يوريك ديفيز زاعماً أنَّه جراح متقاعد في الجيش الأمريكي يعيش في كيبيك «كاهناواكي»، وعزَّز أوسلر أسطورة ديفيز من خلال التوقيع باسمه على سجلَّات الفنادق وقوائم الحضور في المؤتمرات الطبية، وفي نهاية المطاف أبلغ عن وفاة ديفيز غرقاً في عام 1884.

## روابط خارجية
- ويليام أوسلر على موقع الموسوعة البريطانية (الإنجليزية)
- ويليام أوسلر على موقع إن إن دي بي (الإنجليزية)